# مادرید ۱۴۹۶۷
سیارک ۱۴۹۶۷ (به انگلیسی: 14967 Madrid، نامگذاری:1997PF4) چهارده هزار و نهصد و شصت و هفتمین سیارک کشف شده‌است که در ۶ اوت ۱۹۹۷ کشف شد.
قدر مطلق سیارک برابر ۱۴٫۱۰ است.